# Georg Brenninger (Autor)
Georg Brenninger (* 17. August 1946 in Wartenberg; † 27. Oktober 2021) war ein deutscher katholischer Theologe, Kirchenmusiker, Chorleiter, Kunst- und Kirchenhistoriker sowie Autor von Sachbüchern zum Thema Orgel. Seine Werke Orgeln in Altbayern und Orgeln in Schwaben zählen zu den Klassikern der Orgelfachliteratur. 

## Leben und Werk
Georg Brenninger wurde in Wartenberg im oberbayerischen Landkreis Erding geboren. Er erhielt Orgelunterricht bei Max Eham und arbeitete anschließend jahrelang als Organist am Freisinger Dom. Nach seinem Studium der Katholischen Theologie an der Universität München war er von 1977 bis 1981 als Assistent am Lehrstuhl für Liturgiewissenschaften der Universität München tätig. Zu seinen Aufgaben gehörte die Inventarisierung der kirchlichen Kunst in der gesamten Erzdiözese München-Freising.  1989 promovierte er mit einer liturgiewissenschaftlichen Dissertation.
Seit 1976 publizierte Brenninger Hunderte von kirchen- und musikhistorischen Beiträgen in Fachzeitschriften wie beispielsweise Acta Organologica und Musica sacra. Er schrieb auch zahlreiche Kirchen- und Klosterführer, die zumeist vom Regensburger Verlag Schnell & Steiner herausgebracht wurden. Zu seinem 50. Geburtstag im Jahr 1996 erschien im Eigenverlag eine 32-seitige Bibliographie mit dem Titel: Brenninger, Georg: Für Kirche und Heimat.
Bekannt wurde Brenninger insbesondere durch seine beiden jeweils rund 200 Seiten umfassenden großformatigen Werke Orgeln in Altbayern und Orgeln in Schwaben, die detaillierte und systematisch erfasste Informationen zu Orgelbauern, Werkstätten und Instrumenten in den bayerischen Regierungsbezirken Ober- und Niederbayern und Schwaben enthalten. Sie wurden in Fachkreisen zu viel zitierten Nachschlagewerken und sind weltweit in Bibliotheken zu finden. 
Georg Brenninger lebte in Schröding, einem Dorf in der Gemeinde Kirchberg im Landkreis Erding, wo er nach langer Krankheit starb.

## Ehrungen
- 2009: Kulturpreis des Landkreises Erding[6][7]

## Veröffentlichungen (Auswahl)
- Orgeln und Orgelbauer im ehemaligen Landkreis Aichach. In: Jahrbuch des Vereins für Augsburger Bistumsgeschichte, Bd. 10, 1976, S. 221–244.
- Orgeln in Altbayern. Bruckmann, München 1978, ISBN 978-3-7654-1704-7.
- Orgeln in Schwaben. Bruckmann, München 1986, ISBN 978-3-7654-2001-6.
- St. Georg Eggstädt. Schnell und Steiner, Regensburg 1996, ISBN 978-3-7954-4018-3.
- Brenninger, Georg. Für Kirche und Heimat. Bibliographie zum 50. Geburtstag. Eigenverlag, Schröding 1996.
- Die Kirchen im Pfarrverband Isen. Katholische Kirchenverwaltung Isen, Isen 1997.
- Wallfahrtskirche St. Leonhard am Wonneberg. Schnell und Steiner, Regensburg 2000, ISBN 978-3-7954-5430-2.
- Werner Schiedermair (Hrsg.), Georg Brenninger: Das Dominikanerinnenkloster zu Bad Wörishofen. Anton H. Konrad, Weißenhorn 1998, ISBN 978-3-87437-408-8.